# Политические системы в странах — членах Европейского союза

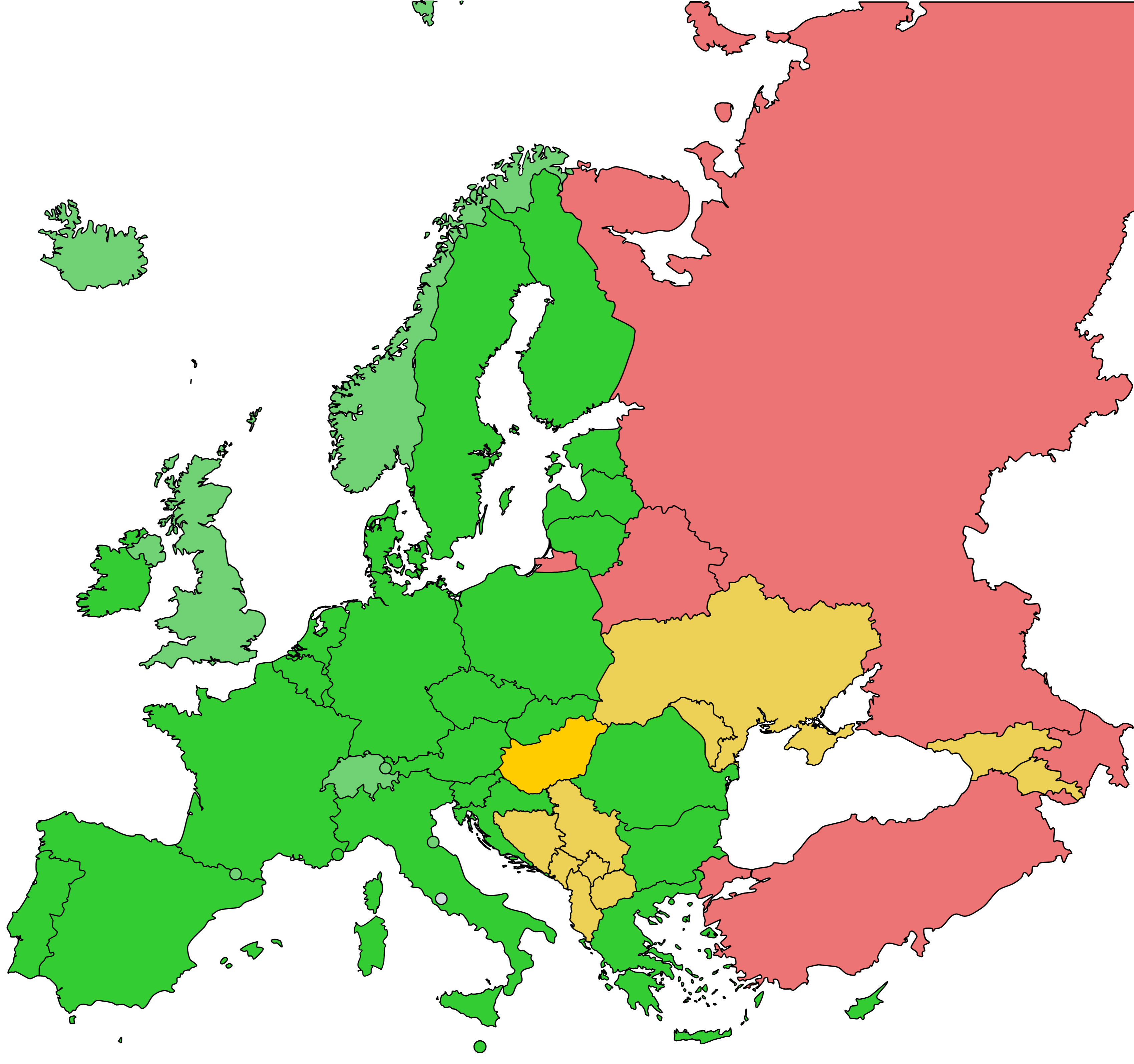
Свободные государства по версии Freedom House:
зелёный — свободные;
жёлтый — частично свободные;
красный — несвободные;
серый — не оценены

Европейский союз — наднациональное объединение демократических государств. На саммите Европейского совета, состоявшемся в Копенгагене (Дания) 21-22 июня 1993 года, Европейский союз определил Копенгагенские критерии относительно условий, которые должна выполнить страна-кандидат, чтобы иметь право на вступление в Европейский союз.
Следовательно, все государства — члены Европейского союза являются государствами с демократической формой правления и прямыми выборами, которые считаются «свободными» согласно критериям Freedom House (каждое государство получило рейтинговую оценку 1/1, за исключением Хорватии и Венгрии, которые имеют рейтинг 1/2, Италии −2/1 и Болгарии, Греции, Латвии и Румынии — 2/2). По состоянию на 2011 год все члены Европейского союза являются государствами с представительной демократией, но тем не менее не все они имеют одинаковые политические системы.
По данным Freedom House, большинство европейских государств — соседей Европейского союза является «свободными» или «частично свободными», исключения составляют Азербайджан, Белоруссия и Россия. С другой стороны, почти все государства в Северной Африке и Юго-Западной Азии, которые имеют границы с государствами — членами Европейского союза, не считаются «свободными», за исключением Израиля.

## Форма государственного правления

### Монархическая форма государственного правления

Монархия
Республика

Президентская республика
Смешанная республика
Парламентская республика
Парламентская конституционная монархия

По состоянию на 2014 года, шесть государств с монархической формой правления являются членами Европейского союза: Бельгия, Дания, Люксембург, Нидерланды, Испания, Швеция. В этих государствах царит конституционная монархия, при которой монарх не влияет на политику своей страны. Ему или юридически это запрещено, или он не использует политические силы, которые принадлежат ему по праву должности. В начале XX века во Франции было расширение республиканизма в политической жизни. Общественное мнение в семи странах Европейского союза, в которых существует монархия, и в целом поддерживает эту форму правления и не выступает за её отмену.

### Республиканская форма государственного правления
Существуют три формы государственного правления в европейской политике: по президентской формой правления президент является главой государства и правительства; по смешанной системе правления, президент и премьер-министр разделяют ряд компетенций, по парламентской системы правления, президент наделен представительскими функциями. Современные государства с конституционными монархиями являются парламентскими республиками, в которых не избирают главу государства. Из 21 государства Европейского союза с республиканской формой правления только одна является президентской республикой (Кипр) и 3 — смешанные республики (Португалия, Румыния, Франция)

## Форма государственного устройства

Унитарное государство
Государство с автономными областями
Государство с асимметричной федерацией
Федеративное государство

Большинство стран — членов Европейского союза является унитарными государствами, это означает, что центральное правительство имеет больше полномочий и лишь незначительные и локальные вопросы рассматриваются региональными властями. Три государства являются федеративными (Австрия, Бельгия и Германия). Шесть других стран имеют самоуправляющиеся автономии или разностатусные субъекты
- Федерации:
  - Фарерские острова и Гренландия являются автономными частями Дании и не входят в состав Европейского союза;
  - В Финляндии Аландские острова имеют особый автономный статус;
  - Новая Каледония в составе Франции имеет уникальный правовой статус (sui generis) и не входит в состав Европейского союза;
  - Аруба, Кюрасао и Синт-Мартен — «страны — партнёры Нидерландов», которые сосуществуют на основе равенства и партнёрства в Королевстве Нидерландов.
  - Нормандские острова — Джерси, Гернси и Остров Мэн имеют особый статус, не входят ни в Великобританию, ни в Европейский союз. Эти острова являются коронным владением Великобритании.
- Автономные образования:
  - в Италии власть наделила полномочиями 20 регионов, пять из которых имеют широкую автономию;
  - в Испании центральная власть наделила разными полномочиями исторические регионы, в частности, Андалусию, Страну Басков, Каталонию, Галисию;
  - в Великобритании разной степенью автономии наделены Северная Ирландия, Шотландия и Уэльс. Широкими полномочиями также наделена администрация Большого Лондона.

## Структура парламента

Однопалатный парламент
Двухпалатный парламент

Другое различие — это количество палат в национальных законодательных органах. Ранее существовали законодательная власть с более чем двумя палатами (трёх- и четырёхпалатный парламент), по состоянию на 2014 год существуют только однопалатные и двухпалатные органы законодательной власти. Федерации и страны с сильными региональными различиями или региональными идентичностями, как правило, являются двухпалатными, чтобы иметь возможность отражать интересы разных регионов в законопроектах национального уровня. В странах с большей численностью населения (начиная с Нидерландов) имеют двухпалатную систему. У стран с меньшим количеством населения не существует чёткой тенденции относительно структуры парламента: в целом маленькие государства имеют однопалатные органы законодательной власти, но ряд стран имеет двухпалатные парламенты.
В государствах — членах Европейского союза, если парламент имеет только одну палату, то она всегда избирается прямым голосованием в любом случае. При наличии двух палат нижняя палата избирается прямым голосованием, тогда как верхняя палата может избираться прямым голосованием (например, Сенат Польши), непрямым голосованием, например, региональными законодательными органами (Федеральный совет Австрии), невыборным путём, при этом представляя определённые группы интересов (например, Национальный совет Словении) или невыборным путём, представляя при этом недемократические политические системы (Палата лордов в Соединённом Королевстве).